# Людвіг II (граф Вюртемберг-Ураха)
Людвіг II (нім. Ludwig II.; 3 квітня 1439– 3 листопада 1457) — граф Вюртемберг-Ураха в 1450—1457 роках. За загальною нумерацією Людвіг V.

## Життєпис
Походив з Вюртемберзького дому. Старший син Людвіга I, графа Вюртемберг-Ураха, та Мехтільди Пфальцької. Народився 1439 року в Вайблінгені. 1450 року після смерті батька оголошений новим графом. З огляду на молодий вік опіку над ним взяв стрийко Ульріх I, граф Вюртемберг-Штутгарта.
1453 року оголошений повнолітним, перебравши усю владу в Вюртемберг-Ураху. Помер в м.Урах 1457 року, ймовірно внаслідок епілепсії. Йому спадкував молодший брат Ебергард I.